# Chuyển gen

Sơ đồ mô tả cách chuyển gen qua biến nạp.1) Vi khuẩn ban đầu bị kháng sinh tiêu diệt, do không có gen chống thuốc. 2) Tạo ra plasmit có gen chống thuốc in vitro (đường cong đỏ trong vòng tròn nhỏ), rồi đưa vào tế bào vi khuẩn ban đầu; plasmit này trở thành một phần của bộ gen vi khuẩn nhận. 3) Vi khuẩn biến đổi gen đã nhận gen chống thuốc. 4) Phân lập trong môi trường có kháng sinh, rồi nuôi cấy hàng loạt.

Chuyển gen là quá trình đưa vật chất di truyền (DNA hoặc RNA) ngoại lai từ tế bào này vào tế bào khác. Vật chất di truyền này thường là DNA, nhưng có thể là RNA, dưới đây gọi chung là gen.
"Chuyển gen" là thuật ngữ thuộc lĩnh vực di truyền học phân tử, ở tiếng Anh gọi là gene delivery, dùng để chỉ quá trình chuyển gen do con người tiến hành (nhân tạo) để nghiên cứu trong di truyền học, áp dụng ở kỹ thuật di truyền, liệu pháp gen. Tế bào cung cấp gen ngoại lai được gọi là tế bào cho (donor), còn tế bào cần có gen ngoại lai gọi là tế bào nhận (recipient) cũng gọi là tế bào chủ (host) hay tế bào đích.

## Tổng quan
- Quá trình chuyển gen chỉ được xem là thành công khi gen của tế bào cho đã vào được trong tế bào chủ, duy trì ổn định và có thể tích hợp vào bộ gen hoặc sao chép độc lập với bộ gen chủ và có biểu hiện gen.[5][6] Để đạt yêu cầu này, gen ngoại lai phải được thiết kế phù hợp với phương thức chuyển gen (dùng vi tiêm hay dùng súng bắn gen, dùng vectơ loại nào), tổng hợp như một phần của vectơ, được thiết kế để vào tế bào chủ mong muốn và chuyển đến bộ gen của tế bào đó
- Các phương thức chuyển gen có thể là cơ học (như vi tiêm, súng bắn gen), hóa học (như chất làm dãn màng tế bào nhận, hạt nanô) hoặc sinh học (như dùng ống phấn, nhờ tinh trùng hoặc vectơ là virut hay plasmit). Điều này đòi hỏi gen ngoại lai (gen cần chuyển) phải là một thành phần của vectơ, được thiết kế để đi vào tế bào nhận sao cho trở thành bộ phận của bộ gen của tế bào nhận đó. Các vectơ được sử dụng làm phương pháp phân phối gen có thể được chia thành hai loại, virut tái tổ hợp và vectơ tổng hợp (virut và không virut).[5][7]
- Trong sinh vật nhân thực, nhất là các sinh vật đa bào sinh sản hữu tính - theo lý thuyết dòng mầm - nếu gen ngoại lai được kết hợp vào tế bào mầm của vật chủ, thì tế bào chủ đã nhận gen ngoại lai có thể truyền gen sang thế hệ con, cháu của nó. Nếu gen ngoại lai được kết hợp vào tế bào xôma, gen ngoại lai được chuyển chỉ tồn tại ở dòng tế bào xôma.[8]
- Kỹ thuật chuyển gen là một bước quyết định trong kỹ thuật di truyền để tạo ra DNA tái tổ hợp, và trong liệu pháp gen để gây bất hoạt gen gây bệnh nào đó.[3][4] Có nhiều phương pháp chuyển gen khác nhau cho các loại tế bào và mô khác nhau.[9]

## Lược sử

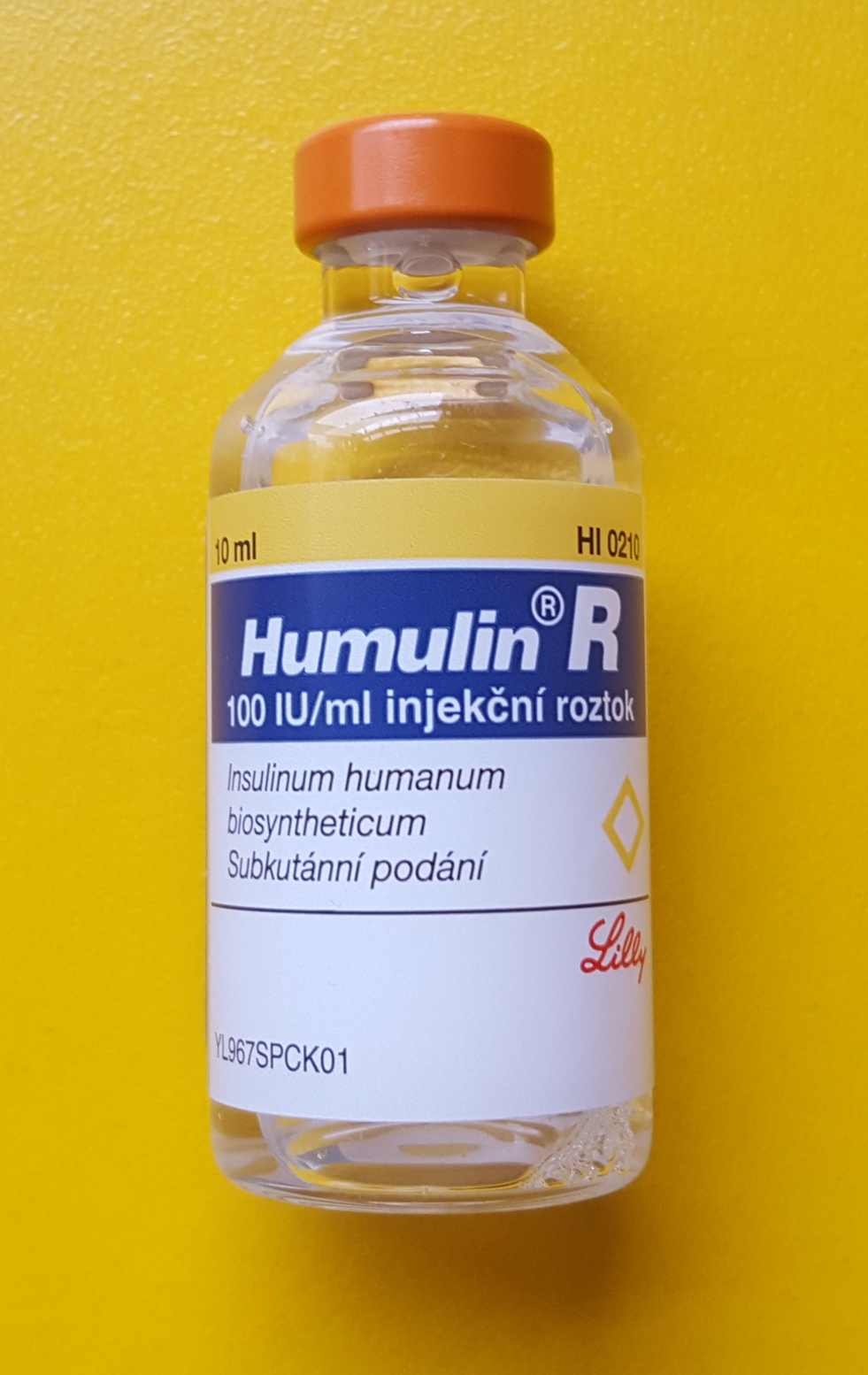
Humulin là thuốc đầu tiên cung cấp insulin của người nhờ vi khuẩn sản xuất hộ nhờ chuyển gen mã hoá insulin người vào E. coli biểu hiện.

- Một trong những đóng góp cơ bản đầu tiên là của Wacław Szybalski gợi ý cho liệu pháp gen và liệu pháp miễn dịch trên bài báo đăng ở PNAS năm 1962, đã báo cáo lần "sửa" gen thành công đầu tiên ở tế bào của thú.[10] Sau đó, đến năm 1968 thì Rogers & Pfuderer chứng minh bằng chứng chuyển gen qua trung gian là virut. Ít lâu sau, đã có nhiều thử nghiệm về chuyển gen, trong đó có hơn 1700 thử nghiệm lâm sàng được phê duyệt về liệu pháp gen.[11]
- Đầu những năm 1980, Steven A. Rosenberg đã tiến hành chuyển gen chính thức đầu tiên được chấp thuận vào người. Các vectơ dùng virut xuất hiện vào thời gian này được xem là một công cụ chuyển gen có nhiều ưu điểm. Năm 1983, Siegel đã mô tả việc sử dụng các vectơ virus trong chuyển gen ở thực vật.[12] Năm 1984 loại virus đầu tiên được sử dụng làm vec tơ vắc-xin là virus vaccinia để giúp tinh tinh chống viêm gan B.[13][14]
- Công trình tiên phong của Stanley Cohen và Herbert Boyer, những người đã phát minh ra kỹ thuật nhân bản DNA, báo hiệu sự ra đời của kỹ thuật di truyền, cho phép các gen chuyển giữa các loài sinh học khác nhau một cách dễ dàng. Khám phá của họ đã dẫn đến sự phát triển của một số protein tái tổ hợp dùng điều trị cho người như insulin và hoocmôn tăng trưởng. Năm 1978, gen mã hóa insulin của người đã được nhân bản rồi chuyển vào trực khuẩn lỵ. Phương thức chuyển gen này thực hiện nhờ biến nạp (hình 1), từ đó sản xuất ra humulin (xem hình) là loại dược phẩm được cấp phép đầu tiên được sản xuất bằng công nghệ DNA tái tổ hợp, được phát triển bởi Genentech và đã được Eli Lilly bán rộng rãi trên thị trường.[15] Nhờ đó, tỉ lệ sống sót của những người bệnh tiểu đường tăng cao.

## Phương thức chuyển gen
Hiên nay có nhiều phương thức để chuyển gen cần vào tế bào nhận.

### Phương thức hoá học và lý học
Trong cách làm này, gen cần chuyển được chứa (tích hợp) và cấu trúc gọi là DNA tái tổ hợp, sau đó, người ta dùng những hoá chất nhất định để tạo điều kiện thuận lợi cho DNA tái tổ hợp này xâm nhập vào đích. Để đạt mục đích này, hiện có nhiều phương pháp kỹ thuật khác nhau.

#### 1) Gây sốc nhiệt
Đây là một trong những phương pháp đơn giản nhất. Các tế bào nhận được ủ trong dung dịch chứa calci chloride (hoặc các cations hóa trị hai) lạnh. Calci chloride "khoan" màng tế bào, tạo ra các điểm cho phép DNA tái tổ hợp xâm nhập vào. Rồi xung nhiệt (nóng đột ngột) "đẩy" nó phải xâm nhập vào hẳn tế bào qua các "lỗ" đã khoan.

#### 2) Dùng calci phôtphat
Cũng là một phương pháp đơn giản, sử dụng calci phosphat liên kết DNA tái tổ hợp rồi để phức hợp này xâm nhập vào các tế bào đích như một kiểu phơi nhiễm.

#### 3) Dùng lipôxôm và pôlyme
Dùng liposomes và polymers làm vectơ. Lipoxom tích điện dương liên kết chặt với DNA điện âm, còn pôlyme được thiết kế để tương tác với DNA tái tổ hợp, từ đó tạo thành các phức hợp lipoplexes và polyplexes tương ứng, sau đó các tế bào đích sẽ thu nhận.

#### 4) Hạt nanô
Cũng đã sử dụng các hạt nano (vô cơ hoặc hữu cơ) được thiết kế thành vectơ để chuyển gen.
Ở Việt Nam, một số phương pháp trên đã được gọi chung là phương thức biến nạp.

### Chuyển gen nhờ virut

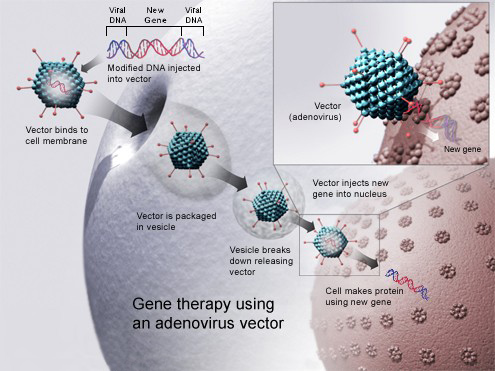
DNA cần (ngoại lai) được tải nạp vào trong tế bào nhận nhờ vectơ thuộc loại DNA adenovirus.

Lợi dung khả năng virut có thể tự "tiêm" DNA của nó vào trong tế bào chủ (hình 3), người ta đã tạo DNA tái tổ hợp gồm gen cần đã kết hợp với DNA của virut rồi "đóng gói" vào vỏ của nó. Nó sẽ tự xâm nhập vào tế bào nhận thích hợp (là vật chủ của nó) đem theo gen cần. Phương pháp này có hiệu quả rất cao. Khi thực hiện quá trình xâm nhập này hộ con người, virut đã sử dụng khả năng tải nạp của nó, nên phương pháp này đã được gọi là chuyển gen nhờ tải nạp.
Trong phương thức sử dụng virut, bắt buộc phải nghiên cứu rất cẩn thận nhằm loại bỏ các gen gây hại của virut gây chết tế bào nhận thường nằm trong một cơ thể có tế bào nhận, thậm chí tạo ra nguy cơ bùng phát dịch rất nguy hiểm.

## Đọc đủ hơn
- Segura T, Shea LD (2001). “Materials for non-viral gene delivery”. Annual Review of Materials Research. 31: 25–46. doi:10.1146/annurev.matsci.31.1.25.
- Luo D, Saltzman WM (tháng 1 năm 2000). “Synthetic DNA delivery systems”. Nature Biotechnology. 18 (1): 33–7. doi:10.1038/71889. PMID 10625387.
- https://voer.edu.vn/m/cac-phuong-phap-chuyen-gen/993889db Lưu trữ ngày 2 tháng 1 năm 2020 tại Wayback Machine